# Totomoxtla Uno
Totomoxtla Uno är en ort i Mexiko.   Den ligger i kommunen Tampacán och delstaten San Luis Potosí, i den sydöstra delen av landet, 220 km norr om huvudstaden Mexico City. Totomoxtla Uno ligger 116 meter över havet och antalet invånare är 158.
Terrängen runt Totomoxtla Uno är huvudsakligen kuperad, men åt nordväst är den platt. Runt Totomoxtla Uno är det ganska tätbefolkat, med 179 invånare per kvadratkilometer. Närmaste större samhälle är Tamazunchale, 12,2 km söder om Totomoxtla Uno. Omgivningarna runt Totomoxtla Uno är en mosaik av jordbruksmark och naturlig växtlighet.